# Leandra chaetocalyx
Leandra chaetocalyx är en tvåhjärtbladig växtart som först beskrevs av Asa Gray, och fick sitt nu gällande namn av Cogn. Leandra chaetocalyx ingår i släktet Leandra och familjen Melastomataceae. Inga underarter finns listade i Catalogue of Life.